# 聖喬治醫院
聖喬治醫院（英語：St George's Hospital）是一所位於英国倫敦旺茲沃思區圖廳的教學醫院，於1733年成立，現由聖喬治大學醫院國民保健署信託基金會營運，為英國最大醫院及歐洲最大醫院之一。此醫院亦負責培訓國民保健署員工以及進行大型醫學研究。
此醫院擁有約1300張病床，並提供一般服務，包括急症室，產婦服務以及對老年人和兒童的護理。同時，作為一家大型醫院，聖喬治醫院提供專科護理服務，包括創傷，神經病學，心臟護理，腎移植，癌症護理和中風等。它也是倫敦四個主要創傷中心，八個急性中風醫院之一。
聖喬治醫院還為英格蘭東南部患者提供護理，如骨盆創傷，並為來自全國各地的患者提供治療，例如家庭HIV護理和用於非癌症疾病的骨髓移植。該基金會還提供全國範圍的內窺鏡檢查培訓服務。